# Sant Pantali (Droma)
Sant Pantaleon (en francès Saint-Pantaléon-les-Vignes) és un municipi francès situat al departament de la Droma i a la regió d'Alvèrnia-Roine-Alps. L'any 2007 tenia 433 habitants.

## Demografia

### Població
El 2007 la població de fet de Saint-Pantaléon-les-Vignes era de 433 persones. Hi havia 178 famílies de les quals 32 eren unipersonals (5 homes vivint sols i 27 dones vivint soles), 65 parelles sense fills, 59 parelles amb fills i 22 famílies monoparentals amb fills.
La població ha evolucionat segons el següent gràfic:
Habitants censats

### Habitatges
El 2007 hi havia 232 habitatges, 177 eren l'habitatge principal de la família, 43 eren segones residències i 12 estaven desocupats. 213 eren cases i 18 eren apartaments. Dels 177 habitatges principals, 136 estaven ocupats pels seus propietaris, 26 estaven llogats i ocupats pels llogaters i 15 estaven cedits a títol gratuït; 1 tenia una cambra, 5 en tenien dues, 22 en tenien tres, 50 en tenien quatre i 99 en tenien cinc o més. 140 habitatges disposaven pel capbaix d'una plaça de pàrquing. A 80 habitatges hi havia un automòbil i a 86 n'hi havia dos o més.

### Piràmide de població
La piràmide de població per edats i sexe el 2009 era:
| Homes | Edats   | Dones |
| ----- | ------- | ----- |
| 0     | 95 o +  | 0     |
| 4     | 90 a 94 | 0     |
| 4     | 85 a 89 | 8     |
| 0     | 80 a 84 | 0     |
| 0     | 75 a 79 | 8     |
| 4     | 70 a 74 | 12    |
| 12    | 65 a 69 | 0     |
| 12    | 60 a 64 | 12    |
| 8     | 55 a 59 | 12    |
| 20    | 50 a 54 | 24    |
| 4     | 45 a 49 | 28    |
| 12    | 40 a 44 | 4     |
| 8     | 35 a 39 | 8     |
| 8     | 30 a 34 | 8     |
| 8     | 25 a 29 | 8     |
| 0     | 20 a 24 | 8     |
| 12    | 15 a 19 | 4     |
| 8     | 10 a 14 | 0     |
| 8     | 5 a 9   | 8     |
| 4     | 0 a 4   | 0     |

## Economia
El 2007 la població en edat de treballar era de 250 persones, 185 eren actives i 65 eren inactives. De les 185 persones actives 172 estaven ocupades (88 homes i 84 dones) i 13 estaven aturades (4 homes i 9 dones). De les 65 persones inactives 30 estaven jubilades, 9 estaven estudiant i 26 estaven classificades com a «altres inactius».

### Ingressos
El 2009 a Saint-Pantaléon-les-Vignes hi havia 190 unitats fiscals que integraven 443,5 persones, la mediana anual d'ingressos fiscals per persona era de 18.890 €.

### Activitats econòmiques
Dels 17 establiments que hi havia el 2007, 1 era d'una empresa alimentària, 2 d'empreses de fabricació d'altres productes industrials, 3 d'empreses de construcció, 3 d'empreses de comerç i reparació d'automòbils, 1 d'una empresa de transport, 1 d'una empresa d'hostatgeria i restauració, 1 d'una empresa financera, 2 d'empreses de serveis, 1 d'una entitat de l'administració pública i 2 d'empreses classificades com a «altres activitats de serveis».
Dels 7 establiments de servei als particulars que hi havia el 2009, 1 era un taller de reparació d'automòbils i de material agrícola, 1 paleta, 1 lampisteria, 1 electricista, 1 perruqueria i 2 restaurants.
L'any 2000 a Saint-Pantaléon-les-Vignes hi havia 32 explotacions agrícoles que ocupaven un total de 675 hectàrees.

## Equipaments sanitaris i escolars
El 2009 hi havia una escola elemental.

## Poblacions més properes
El següent diagrama mostra les poblacions més properes.